# Jean-Baptiste Biaggi
Pour les articles homonymes, voir Biaggi.
Jean-Baptiste Biaggi est un avocat et homme politique français, né le 27 août 1918 à Ponce, originaire de Cagnano, village corse dont il a été le maire et où il est mort le 29 juillet 2009. Il s'engage successivement à l'Action française, dans la Résistance, puis est un fervent gaulliste avant de prendre ses distances avec ce mouvement du fait de son attachement à l'Algérie française. Plus tard, il se présente à différentes élections sous l'étiquette du Front national.

## Biographie

### Origines, formation et débuts militants
C'est en Corse, dans son petit village de Cagnano que Jean-Baptiste Biaggi fit la connaissance avec le mouvement d'Action française. Ainsi explique-t-il dans une interview donnée à la revue Aventures de l'Histoire, « il y avait un curé, Ange Giudicelli, qui était maurrassien. Il y avait aussi un marin retraité abonné à L'Action française. Je lisais donc L'Action française, malgré l'interdiction du Vatican ». Plus tard, quand il est étudiant à la Faculté de droit de Paris, il rencontre Jacques Maurras et devient ensuite délégué étudiant du mouvement royaliste et à ce titre fait le discours de bienvenue de Charles Maurras qui, tous les ans, venait présider le banquet des étudiants d'Action française.

### Résistance lors de la Seconde Guerre mondiale
Il s'engage en 1938, puis devient en mars 1939 aspirant au 1er régiment de dragons. Blessé le 10 mai 1940 à La Bassée, il est soigné à Lille puis à Paris. Déclaré inapte à tout service, il passe sa convalescence entre Marseille et la Corse.
En convalescence à Marseille, il rencontre Alain Griotteray, (successeur d'Henri d'Astier de La Vigerie) qui lui demande d'organiser des passages de courriers de renseignements vers l'Afrique du Nord. À partir de 1940, il organise le passage par l'Espagne de volontaires et continue à fournir du renseignement. À cette fin, il fonde le réseau Orion de résistance et de renseignements, intégré en mai 1941 au réseau Saint-Jacques.
Il dirige le mouvement Orion avec Robert Le Balle, Michel Alliot, et Xavier Escartin. Ce réseau se consacre en priorité aux évasions de Français par l'Espagne à partir de 1943. Serge Marcheret infiltre le réseau. Le 13 décembre 1943, les dirigeants sont arrêtés sauf Le Balle. Biaggi lui-même est aussi arrêté par la Gestapo sur dénonciation du réseau de passage qu'il avait coorganisé à Paris avec deux de ses collaborateurs, Henry-Jean Roulleaux Dugage (alors élève officier de l'École Navale) et Charles-Louis de Frotté. Ils sont enfermés, interrogés par les services de Pierre Bonny (Gestapo française) passant de la rue des Saussaies, à Fresnes quelques mois, puis à Compiègne d'où ils partent en train vers Mauthausen le 4 juin 1944 par le convoi I.223 (sauf Roulleaux Dugage qui est libéré, faute de charges suffisantes, sur intervention de son père, député de l'Orne ; Charles-Louis de Frotté lui sera tué le 8 juillet 1944 en Autriche lors du bombardement allié du centre d'internement industriel de Mauthausen - Melk). 
De ce train, « grâce à l'abbé Le Meur, qu'il avait rencontré au camp de Fresnes, et à la complicité d'un gardien du camp qui voulait déserter », il parvient à s'évader. Il est hébergé par le préfet vichyste de Haute-Marne Louis de Peretti della Rocca et son fils milicien, tous d'origine corse. Il est rapatrié sur Paris avec de faux papiers fournis par ces derniers et participe, avec les troupes alliées, à la Libération de Paris et la campagne d'Allemagne. Commandant du 4e commando de France, il combat à Belfort et en Alsace où il est blessé. Après la guerre, il est décoré de la croix de guerre 1939-1945 et de la médaille de la Résistance.
À propos de son évasion du train, Jean-Baptiste Biaggi raconte : 
« J'ai remplacé, dit-il, les baleines du corset par des scies à métaux et un tournevis. J'ai ensuite organisé une évasion massive du convoi. Durant le transport, nous sommes quarante-cinq à avoir tenté et réussi l'évasion! Pour cela, nous avons dû maîtriser les autres prisonniers qui menaçaient de nous dénoncer aux SS ! J'ai repéré le meneur, j'ai saisi mon tournevis, le lui ai mis sur le ventre et je lui ai dit : " Maintenant tu fermes ta gueule ou je te crève ! " Il a compris. À cinq, nous avons gagné un petit village, où nous avons été hébergés et cachés par le jeune curé de la paroisse. Puis nous nous sommes procurés de faux papiers grâce à ce curé et au maire corse du village ! Nous avons même dormi dans les salons de la préfecture ! De retour à Paris, j'ai repris mes activités à Orion jusqu'à la fin de la guerre. Puis j'ai rejoint les Commandos de France. »
En 2002, dans un entretien à la revue Aventures de l'Histoire, numéro 12, il fait la lumière sur son engagement résistant, ce qu'il lie avec l'enseignement de l'Action française : 
« Nous avons eu l'instinct de la Résistance, car Maurras nous avait parfaitement formés. Les Allemands étaient chez nous; ils ne devaient pas y rester. Donc il fallait les chasser. C'est ce à quoi nous nous sommes employés. Nous avons tenté de toutes nos forces, de chasser les envahisseurs. Ce dont nous avions conscience, c'est de l'intérêt supérieur du pays. C'est ça, le fond de la doctrine maurrassienne. Que Maurras ait eu une autre méthode que nous pour remédier à la crise, c'est conjoncturel. Je le dis très franchement et même fièrement: j'ai toujours été maurrassien ; je le suis toujours resté ; et à mon âge, je crois bien devoir vous dire que je le resterai toujours. La Résistance était un réflexe patriotique. L'école politique qui enseignait le patriotisme au plus haut degré, c'était l'Action française. »
Lors d'une mission de renseignement à Vichy, il rencontre un de ses anciens camarades de Droit, Joseph Barthélemy, devenu ministre de la Justice de Vichy qui lui dira : « À Vichy, il y a plus de résistants que partout ailleurs ! »

### Engagement politique gaulliste puis à l’extrême droite
En 1947, il s'engage dans les rangs gaullistes au RPF, et ambitionne une carrière d'avocat. Il échoue à être élu aux élections législatives de 1951 et 1956. Attaché à l'Algérie française, il est l'un des acteurs principaux de la « journée des tomates » du 6 février 1956, lorsque Guy Mollet est accueilli à Alger par des jets de tomates et de violentes manifestations à la suite de ses positions en faveur de l'indépendance algérienne. La même année, Biaggi fonde les « Volontaires pour l'Union française », groupe patriote et anti-communiste. En 1957, Jean-Baptiste Biaggi participe, avec Alexandre Sanguinetti, à la création du Parti patriote révolutionnaire (PPR), parti qui se rallie au gaullisme, et qui sera dissous par décret le 15 mai 1958.
Jean-Baptiste Biaggi salue le retour au pouvoir du général de Gaulle, dès juin 1958. Il est élu député de Paris sur la liste Union pour la nouvelle République (UNR) lors des élections législatives de 1958. Il s'allie avec Georges Bidault, Roger Duchet et Pascal Arrighi pour créer le Rassemblement pour l’Algérie française (RAF) le 20 novembre 1959. À l’Assemblée nationale, il quitte le groupe UNR pour le groupe Unité de la République (devenu par la suite Regroupement national pour l'unité de la République).
Fin 1959, il démissionne de l'Union pour la nouvelle République par opposition au choix du général de Gaulle sur l'autodétermination algérienne. Il est présent à  Alger, lors de la semaine des barricades ; néanmoins, il est impossible de savoir s'il prend part aux émeutes. Il est arrêté par la police française à son retour en France mais il bénéficie d'un non-lieu et est rapidement relâché. Partisan de l'Algérie française, les événements d'Algérie font de Biaggi un fervent opposant du général de Gaulle. Il est ensuite associé à l'Organisation de l'armée secrète (OAS) sans y prendre part pour autant.
En vue de l’élection présidentielle de 1965, il est membre du comité de soutien à Jean-Louis Tixier-Vignancour. Acteur engagé, il s'investit aux côtés de Jean-Marie Le Pen.
Il se retire de la politique mais garde son mandat de maire de son village corse d'origine, et reste très proche de Bernard Antony et de son association l'AGRIF dont il est membre du conseil d'administration.
En 2003, il est fait commandeur de la Légion d'honneur des mains de Michèle Alliot-Marie.
Il meurt le 29 juillet 2009, dans sa 91e année, en sa maison familiale de Terre Rosse, à Cagnano, où il est inhumé.

## Décorations
- Commandeur de la Légion d'honneur (JO du 4 mai 2003)[13] ; officier du 14 janvier 1948[13] ;
- Croix de guerre 1939–1945 ;
- Médaille de la Résistance française (décret du 15 octobre 1945)[6].